# 芦山浄水場
芦山浄水場（あしやまじょうすいじょう）は、茨城県水戸市でかつて稼働していた浄水場。水戸市が市内全域に近代的水道を敷設するに当たって、当時の東茨城郡渡里村字芦山(現在の水戸市渡里町)の那珂川右沿岸に建築したもので、水戸市最初の浄水場である。1932年（昭和7年）に稼働開始し、1993年（平成5年）に稼働終了した。稼働終了後も残された敷地・建物は映像作品のロケ施設とし再活用されている。

## ギャラリー
芦山浄水場 (2022年撮影)
- 正門
- 低揚ポンプ棟(手前)と高揚ポンプ棟(奥)
- 低揚ポンプ棟
- 砂置場（手前）
- 正門からの通路と事務所棟（右）
- 場北西から撮影
- 場北東からろ過池あたりを撮影

## 浄水場としての歴史

### 創設前の状況
水戸藩第2代藩主徳川光圀は城下の水事情改善のため、附近の湧水地より「下市」と呼ばれる現在の水戸駅東側の区画に水を引いてくる水道を造った。この水道は「笠原水道」と呼ばれる。明治時代になり老朽化の著しい笠原水道に替わり、附近の湧水を鋳鉄管により下市地区に給水する水道が1909年（明治42年）に引かれた。だがこの地下水を水源とする水道は水の安定的供給と衛生面に問題があり、市の規模が拡大するにつれ給水体制の見直しが課題となった。

### 創設

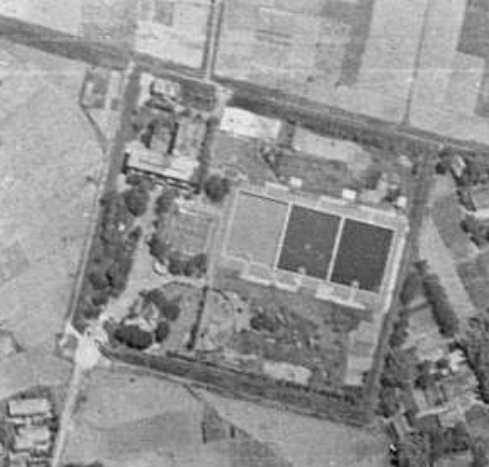
創設時敷地状況に近い1946年の芦山浄水場の空中写真

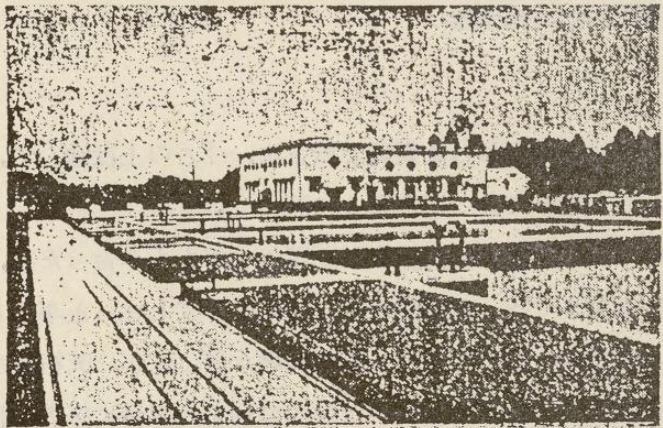

水戸市の第8代市長となった鈴木文次郎は全市域への近代的水道による給水を実現すべく、1928年(昭和3年)の市会へ那珂川の水を汲み上げ、川岸に設置した浄水場においてろ過した後、全市域へ給水する事業計画案を提議し、市会はこれを6月25日に議決した。計画は1930年（昭和5年）7月29日に国により認可された。執行部には当時の水道界の権威者であった茂庭忠次郎
工学博士を顧問に、全市水道の設計者である岡田卯之助を水道技師長にあてた。11月7日、全市域水道給水工事全体の地鎮祭並びに起工式が水源地となる那珂川の中州で行われ、工事が始まった。浄水場は水源地の右岸にあたる、渡里村字芦山に設置されることとなった。これが芦山浄水場である。その建設工事はほぼ全部が水戸市による直営で行われ、1931年（昭和6年）2月2日着工の配水管設置工事、工事用給水設備工事を皮切りに、ポンプ場、ろ過池等を造成する各種工事が1931年6月から1932年（昭和7年）4月の間に集中して行われた。創設時の敷地面積は約19067平方メートル(5767.7坪)である。建設にあたっては、敷地全体を過去の洪水を参考に基準面が標高9メートルとなるよう盛土しており、更に周囲に1メートル高の土堤を巡らせている（土堤は後に嵩上げされている）。土堤の長さは北側（那珂川側）135.6メートル、南側130.7メートル、東側126.3メートル(那珂川下流側)、西側125.4メートル、の全周518メートルである。
1932年4月12日からの試験通水を経て、4月15日に通水式が行われる。7月15日、工事竣工式が執り行われた。
この事業完成により当時の水戸市全域を給水区域とする、計画給水人口8万人、1日最大給水量8800立方メートルの給水体制が整い芦山浄水場はその根幹を担った。

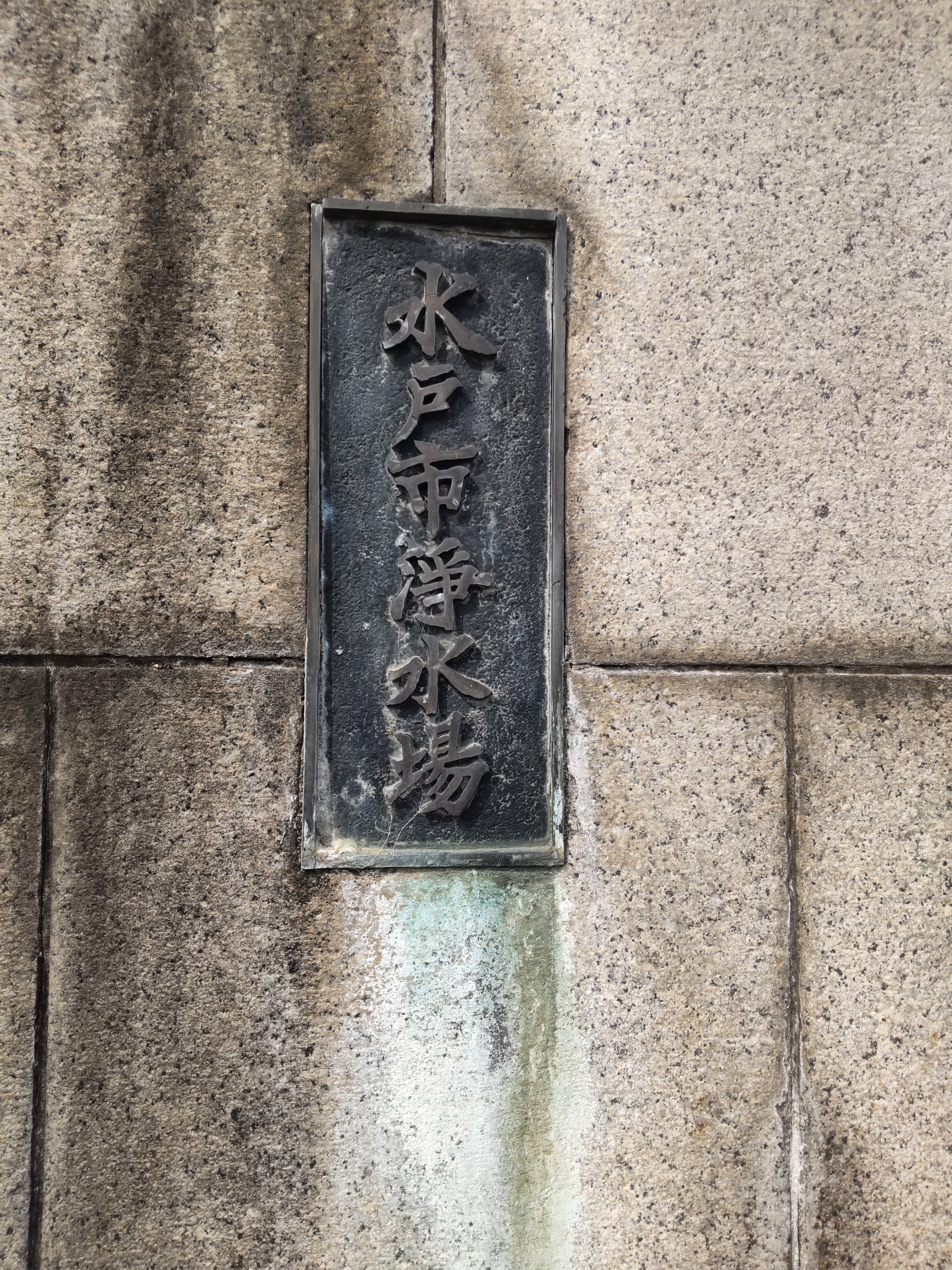
芦山浄水場正門に掲げられている表札

なお、当初は「芦山浄水場」とは呼称されず、単に「浄水場」又は「水戸市浄水場」と呼ばれていた。「芦山浄水場」とは遅くとも枝内浄水場の通水式があった1960年8月11日までには呼ばれるようになっている。
| 施設・設備名     | 数量 | 備考                                                                                         |
| ---------------- | ---- | -------------------------------------------------------------------------------------------- |
| 量水井           | 1池  |                                                                                              |
| 緩速ろ過池       | 3池  | - ろ過面積＝734.5立方メートル - 最大ろ過速度＝6.0メートル/日 - ろ過能力＝4400立方メートル/日 |
| 塩素減菌機       | 2台  |                                                                                              |
| 調整池（浄水池） | 1池  |                                                                                              |
| 送水ポンプ       | 1台  | 高区用 口径200ミリ                                                                           |
| 送水ポンプ       | 2台  | 高区用 口径150ミリ                                                                           |
| 送水ポンプ       | 2台  | 低区用 口径150ミリ                                                                           |

### 拡張

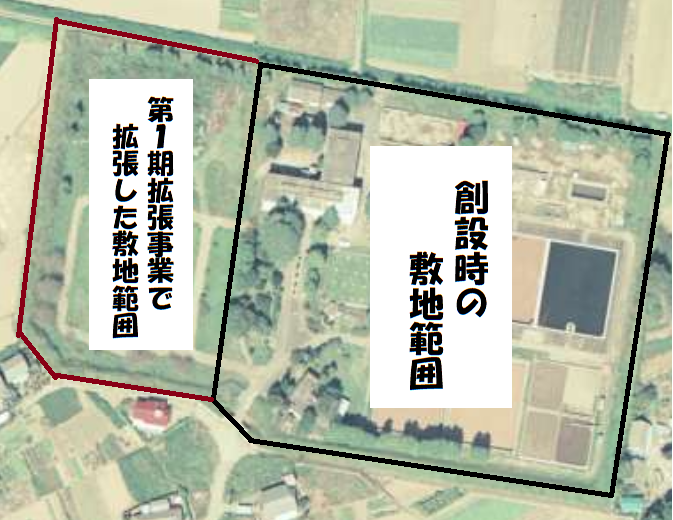
創設時敷地と拡張敷地の状況図

水戸市は増大する水需要に対応するため、1952年（昭和27年）から1960年（昭和35年）にかけて、上水道施設の第1期拡張事業を行った。この第1期拡張事業において芦山浄水場では敷地範囲の拡張、緩速ろ過池を2池増設（1953年(昭和28年)工事に於いて1池増設、1956年（昭和31年）工事に於いて1池増設）、浄水池を1池増設（1960年に工事）するなどの拡張がなされた。また、この第1期拡張事業においては芦山浄水場の上流側に新浄水場（＝枝内浄水場）が造られている(1960年8月11日通水)。枝内浄水場と芦山浄水場を結ぶ導水管も新たに作られ、枝内浄水場で処理された浄水等はこの導水管を通して芦山浄水場に送られ、芦山浄水場から各配水塔に送水された。
1974年（昭和49年）から1979年（昭和54年）を工期とする第4期水戸市上水道拡張事業においては、水の浄化過程で発生する汚泥等の排水を処理する設備として、芦山浄水場内に天日乾燥床が4面設置された。設置に至った背景には水質汚濁防止法施行令の改定（昭和51年政令第122号）により浄水能力1万立方メートル以上の浄水施設においては排水処理施設の設置が義務付けられたことがある。この天日乾燥床では芦山浄水場で発生した汚泥のみならず、枝内浄水場の汚泥と第3期水戸市上水道拡張事業において新造された開江浄水場の汚泥も排泥輸送管によって送られてきた汚泥も処理されている。

### 洪水との戦い
過去幾度となく氾濫している那珂川の沿岸に設置された芦山浄水場にとって、洪水対策は必須のものであった。そのため創設にあたっては過去の洪水記録を参考に敷地全体を過去の洪水を参考に基準面が標高9メートルとなるよう盛土しており、更に周囲に1メートル高の土堤を巡らせている。
そして創設以後常に那珂川の増水を警戒し、いざ氾濫となれば懸命に防備に当たった。
1938年（昭和13年）6月28日、小笠原西方から北上した本州に接近した台風は関東地方に大豪雨をもたらした。台風通過後も前線が関東地方に停滞し、各地に追い打ちの大豪雨をもたらした。これにより那珂川は氾濫し、水戸市内各所では6月29日から7月1日にかけて大水害が発生した。芦山浄水場においては、6月29日、高まった水位により周囲は全て冠水するという状況であったが、創設時に設置した土堤が浸水を阻んでいた。浸水に対して弱点であった正門と裏門は、職員及び地域の消防団員による土嚢積み上げ作業により封鎖され、浸水を阻んだ。しかし翌30日、水位は益々上がり浄水場土堤も崩壊の兆しを見せ始めた時、水戸歩兵第2連隊らが来援し、土堤の水防工作を成した。同日20時から水位は低下し始め、この時は芦山浄水場は守られた。
1938年には9月にも水害が発生している。八丈島付近から北上した台風が9月1日1時に三浦半島に上陸した。那珂川の水位は上がり始め、6時48分時点で芦山浄水場の周囲は再び冠水した。水位は更に上がり続け、場内への浸水は時間の問題となる。そこで職員達は場内のポンプ類を取り外し、安全な場所への引き上げ作業に取り組んだ。23時前後、場内への浸水が始まり芦山浄水場は濁流に呑み込まれ、創設以来初めて芦山浄水場の機能が完全に停止した。防備に当たっていた職員たちはポンプ棟屋上に避難し夜を明かした。翌2日の6時に水位の低下が見られたことから、9時より排水・清掃等の復旧作業が開始された。そして3日の17時に配水が再開された。
1941年（昭和16年）7月22日に東京湾に上陸し土浦付近を通過した台風により那珂川の水位が上昇する。23日5時50分、那珂川堤防が決壊し、僅かに建物屋上部だけを残し濁流に呑み込まれた芦山浄水場は、またもや稼働を停止した。水が引いてからの復旧作業の後、25日から送水が再開された。
これまでの浸水を踏まえ、水戸市は浄水場周囲の土堤を1メートル嵩上げし高さ11メートルにする工事を行う。同時に正門内側に止水板設置装置を新たに設ける工事も行った。工事は1944年（昭和19年）3月に竣工した。
1947年（昭和22年）9月、カスリーン台風がもたらした豪雨により15日から那珂川の水位は急上昇し、16日深夜には10.25メートルまでになったが、前述の工事で嵩上げした土堤により芦山浄水場は耐えきった。

### 「近代水道百選」に選出
1985年（昭和60年）5月27日に公表された日本の近代水道史的、水道技術史的に価値がある施設、または環境・景観的に価値がある水道施設を顕彰する「近代水道百選」の中の一つに芦山浄水場は「芦山浄水場と配水塔」として、芦山浄水場と同じく1932年の創設時に建てられた高区配水塔及び低区配水塔と共に選ばれた。これらの施設は意匠が優れているとの評が加えられている。

### 稼働終了
更なる水需要の増加に対応するため、水戸市は第5期上水道拡張事業（1980年（昭和55年）4月着工、1986年（昭和61年）5月竣工）において楮川ダムと楮川浄水場を建設した。これにより水戸市は巨大な水がめを備えることとなった。続く第5期上水道拡張事業変更(1991年（平成3年）4月着工、1993年（平成5年）3月竣工）において、経年劣化により浄水生産能力が低下し、かつ施設設備の維持管理の困難度が増した芦山浄水場と枝内浄水場については、その代替施設を楮川浄水場に造り、両浄水場を1993年に稼働終了させた。「1992年4月1日現在」の水戸市水道部の機構図内では名を連ねていた芦山、枝内の両浄水場は、「1993年4月1日現在」の水戸市水道部の機構図においてはその名が消滅している。

## 施設・設備
芦山浄水場の機能は那珂川の中州に埋めた集水管から場内に導水してきた伏流水を低揚ポンプで吸水し、緩速ろ過池にて浄水した後、高揚ポンプで高区配水塔、低区配水塔に配水するものであった。拡張事業により枝内浄水場、開江浄水場とも接続した。場内の施設・設備は次のようなものである。

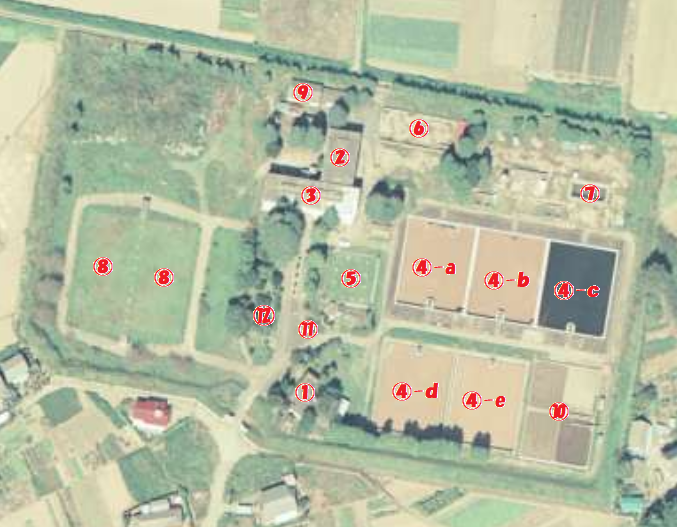
1980年の芦山浄水場。(番号が付いていない画像はこちら)
(1)=事務所, (2)=低揚ポンプ場, (3)=高揚ポンプ場,
(4-a)=1号ろ過池 (4-b)=2号ろ過池 (4-c)=3号ろ過池,
(4-d)=4号ろ過池, (4-e)=5号ろ過池, (5)=調整池,
(6)=砂置場, (7)=砂洗場, (8)=浄水池, (9)=物置,
(10)=天日乾燥床, (11)=愛の池, (12)=藤棚、水飲場(水戸の泉)

正門
場南に設置された表門で、幅9.14メートル。正門には創設時から止水板用の溝が設けられていたが、1941年（昭和16年）の場内への浸水被害を契機に、正門内側に更に防御力が高い止水板を設置するための機構が設けられた。この機構は93センチの間隔で平行に刻んだ2条の溝に止水板を挿入して、止水板と止水板の間には土嚢を詰め込む構造である。
土堤
那珂川の氾濫等から施設を守るための土堤を場外周に巡らせている。創設時には高さ1メートルで設置された。これは標高にすると10メートルの高さになる。創設時の土堤の延長は518メートルである。土堤は1941年7月の洪水による浸水を防げなかったことから1メートル嵩上げされ、標高11メートルの高さになった。
事務所
上図中の(1)。正門近くに設置された。鉄筋コンクリート造で建築面積は134.87平方メートル。
ポンプ棟
ポンプ棟は低揚ポンプ場と高揚ポンプ場からなる、逆L字型をした鉄筋コンクリート造の建築面積464.49平方メートルの上家である。ポンプ棟屋上に登る外階段がついている。
芦山浄水場のポンプ棟（単位はメートル）- ポンプ棟図

低揚ポンプ場
上図中の(2)。低揚ポンプ場は上断面図のように地下床面から天井までが吹き抜け構造になっている。地下には左右両側の階段で降り、地下床面に那珂川中州から導水した伏流水を汲み上げるポンプが設置されている。天井には採光のための越屋根を設け、建物壁の高い部分には丸窓を付けるなどデザイン的にも見るべきところがある。
- 低揚ポンプ場断面図

高揚ポンプ場
上図中の(3)。高揚ポンプ場は低揚ポンプ場と直角に接合した高さ約8.6メートルの地下部分は無い吹き抜け構造である。内部にろ過され調整池や浄水池に溜められた水を高区配水塔、低区配水塔に送水するポンプを設置している。1983年度(昭和58年度)時には9台のポンプが稼働していた。低揚ポンプ場同様、天井に越屋根を設けている。
量水井
ろ過池に入る水の量を調整する量水井（りょうすいせい。着水井とも呼ぶ）は低揚ポンプ場と1号ろ過の間に1池が設置された。低揚ポンプ場で汲み上げられた那珂川の水は、この量水井を経由してろ過池に入った。量水井の規模は幅3.64メートル、長さ6.37メートル、有効水深4.5メートル、有効容量は104立方メートルである。
ろ過池
上図中の(4)。緩速ろ過方式のろ過池が創設時に1号から3号、第1期拡張事業で4号と5号の計5池が設置された。1号から3号は各々、幅24.3メートル、長さ30.3メートル、有効面積734平方メートルの大きさで、4号と5号は各々、幅25.2メートル、長さ31.2メートル、有効面積734.5平方メートルの大きさである。1号から3号は平均深さ約2.42メートル（8尺）で、その内砂等が堆積しているろ過層の厚さは約1.5メートル（5尺）であったので、ろ過層砂面上には約0.9メートル（3尺）の高さまで水を入れることができた。底部は中央に向かって200分の1の勾配で落ち込んでおり、ろ過された水が中央に流れ集められるようになっている。集められた水の流出先には水の流れを調整する弁を持った"調整井"と呼ばれる装置があり、ここでろ過池のろ過速度を調整した。1983年度時点では5池で1日6.06メートルのろ過速度、1日17804立方メートルのろ過能力を有していた。緩速ろ過方式でろ過に用いる砂は適宜取替える必要があり、そのための砂置場、砂洗い場も場内に設置されている。
調整池
上図中の(5)。ろ過池でろ過された水は、調整池及び浄水池に送水され塩素処理を加えて貯蔵された。調整池は創設時に創設された施設で1号ろか池の南西側の地下に設置された。規模は幅17.4メートル、長さ17.4メートル、有効水深3.94メートル、有効容量1085立方メートルであり、創設時の計画では給水人口8万人に対し3時間程度の貯水量をもっていた。内部には水を迂曲流動させるために3列の導流壁が設けられた。鉄筋コンクリートで覆われた天井の上には盛り土がされ、その地表には調整池天井に設置された15基の通気筒が等間隔に突き出ている。
浄水池
上図中の(8)。調整池と同じくろ過した水を貯蔵するための施設で、第1期拡張事業期に拡張された地域（創設時敷地の西側区域）の地下に設置された。規模は幅18メートル、長さ38メートル、有効水深3.5メートル、有効容量2560立方メートルの池が2池である。2池を分ける中央部には地下通路があり、その地上入口が南北にある。
天日乾燥床
上図中の(10)。浄水過程で発生した汚泥を乾燥処理するための設備で、第4期拡張事業で横16.5メートル、縦12メートルの長方形のトレイ状の構造物が4面設置された。芦山浄水場で発生した汚泥の他、枝内浄水場、開江浄水場の汚泥もパイプを通してここに送られ処理された。
庭、植栽などの美観向上措置
芦山浄水場は創設時に水道技師長であった岡田卯之助の発案から、場内の美観向上のための設備の設置、植栽などがされている。「愛の池」(上図中の⑪)は正門から場内に伸びるプロムナード道の突き当たりに設けられた半円形の2段構造の池である。池の奥に設けられた吐水口から水が流れ落ち、それを上段の水盆が受け、水盆から溢れた水が下段の池に溜まる形になっている。池の周りにはツワブキ、ユッカ、ノシメラン等が植栽された。プロムナード道の西側の区画は場内で造った浄水を飲める「水戸の泉」と名付けられた水飲み場や、藤棚、遊歩道、小池などが設けられ、庭園の様をなしていた。場内の植栽としては正門入口付近にシイ、モチノキ、ヒノキ等を配し、事務所周囲にヒバ、コウヤマキ等を主に緑陰樹や灌木類を配し、ポンプ棟付近にはサワラ、イチイ等を建築物に添うように配し、ろ過池付近にはヒマラヤスギを点植し、場内周囲はサワラ、シイ等の常緑樹を配した。

## ロケ施設として再活用
稼働終了した芦山浄水場は市街地から遠く、また那珂川の近くであるため一般利用に売却・転用するには立地が悪く、撤去するにも費用が膨大になることから、敷地・建物がそのまま残されたままであった。有効利用に向けて太陽光発電施設の設置などの案が出た中、2012年（平成24年）にロケ地としての再活用に方針を定め、以後耐震調査や雨漏りの補修などを行った。そしてみとフィルムコミッションにロケ地として登録を行った。ロケ地としては下見に来た映像関係者から"古い感じが凄い"などの評価を得て、映画『相棒 -劇場版IV-』やテレビ『仮面ライダーシリーズ』などの作品の撮影に使われた。そして、2017年（平成29年）公開の『カメラを止めるな!』がヒットすると、当作の前半37分のワンカットでのゾンビドラマを含め、多くのシーンを撮影した芦山浄水場への撮影依頼が増し、フィルムコミッションとして登録後は年5件程度の利用であったのが、2018年度の撮影件数は14件にのぼった。また芦山浄水場を訪れる同作品のロケ地ツアーは申し込みから30分で定員に達するなど、一般での関心の高さも見せた。
ロケ地としての芦山浄水場の魅力は「廃墟」的な雰囲気のある所であるが、ロケ地として使用するからには安全面にも配慮せねばならない。施設が持つ雰囲気を保つためには大規模改修は出来ず、水戸市は老朽箇所や危険箇所の最低限の補修・改修をするに留めている。市としては所謂"聖地巡礼"の地として活用したいところであるが、安全面の相反する課題がロケ地としての芦山浄水場にはある。
2022年現在、芦山浄水場は映画やドラマなどの映像作品のロケのみ使用を認めている。許可のない者の敷地内への立ち入りはできない。使用希望者とは水戸市みとの魅力発信課が窓口となって応対する。使用する場合、使用可能時間は平日の午前8時30分から午後5時15分までの間とされている。撮影料金は無料となっている。2020年2月からは芦山浄水場の写真をカードにした「ロケ地カード」の配布が始まっている。

## ロケをした作品

### 映画
『劇場版 零〜ゼロ〜』
2014年9月26日公開の映画。2014年4月21日、22日に劇中の貯水場の設定で建物外観・内部等で撮影を行っている。
『おかあさんの木』
2015年6月6日公開の映画。2015年2月12日に劇中の火葬場、軍事工場の設定で建物外観・内部等で撮影を行っている。
『仮面ライダー×仮面ライダー ゴースト&ドライブ 超MOVIE大戦ジェネシス』
2015年12月12日公開の映画。劇中の”シラクラ大聖堂"の設定で門等で撮影を行っている。
『デスノート Light up the NEW world』
2016年10月29日公開の映画。建物内部、浄水池通路等で撮影を行っている。
『相棒 -劇場版IV- 首都クライシス 人質は50万人! 特命係 最後の決断 』
2017年2月11日公開の映画。撮影は2016年5月26日、27日で国際犯罪組織"バーズ"のアジトのシーンが撮影された。
『カメラを止めるな!』
2018年6月23日公開（2017年11月4日先行公開）の映画。

『審判』
上智大学外国語学部英語学科教授のジョン・ウィリアムズが監督を務めた、2018年6月30日公開の映画。2017年2月20日に撮影された。
『賭ケグルイ』
2019年5月3日公開の映画。"生徒代表指名選挙"などのシーンが撮影された。
『アルキメデスの大戦』
2019年7月26日公開の映画。主人公の櫂直（菅田将暉）が戦艦大和の模型を見るシーン等が撮影された。大和の模型が設置されていた場所は低揚ポンプ場である。この映画の公開を記念したロケ地ツアーも開催されており、通常非公開の芦山浄水場もこの日は映画のファンらを招き入れている。
『スパイの妻』
2020年10月16日公開の映画。
『夏への扉 -キミのいる未来へ-』
2021年6月25日公開の映画。2025年の世界で高倉宗一郎(山﨑賢人)、ロボットのピート(藤木直人)が物理学者の遠井潤之助(田口トモロヲ)と出会うシーンが撮影された 。

#### 『カメラを止めるな!』での使用
2017年11月4日先行公開の映画。前半の劇中劇『ワンカット・オブ・ザ・デッド』での「表向きは浄水場だけど、裏では日本軍がある人体実験を行っていた施設」との設定で、ポンプ棟とその周辺及び浄水池で撮影が行われた。監督の上田慎一郎らがロケハンで最初に芦山浄水場を訪れたのは6月12日で、上田は訪れてすぐにロケ地に決定し、ロケハンに同行していた主要キャストでテスト撮影を即日実施した。そして6月21日、22日、28日、29日、30日に本番の撮影を行った。
監督の上田慎一郎は芦山浄水場について、
と、また、
とも述べ、ロケハン後に浄水場を活かした脚本に変えた、と明かしている。
この映画のヒットを受けて芦山浄水場を訪れる巡礼ツアーが募集されると、募集開始30分で40名の定員に達する人気を見せた。ツアーは2019年2月24日に上田慎一郎、濱津隆之、真魚が参加して行われた。好評を受けてツアーは別日にも行われ、同年6月9日には真魚、秋山ゆずき、浅森咲希奈が、11月16日には濱津隆之、しゅはまはるみが参加して行われた。『カメラを止めるな！』は第9回ロケーションジャパン大賞(授賞式2019年2月21日）で監督賞を受賞したがその受賞ポイントの一つとして、映画のヒットと共にロケ地も話題になり、水戸市と連携した作品のプロモーションなどが行われたことがあげられている。
劇中劇『ワンカット・オブ・ザ・デッド』でのポンプ棟での撮影箇所図説明

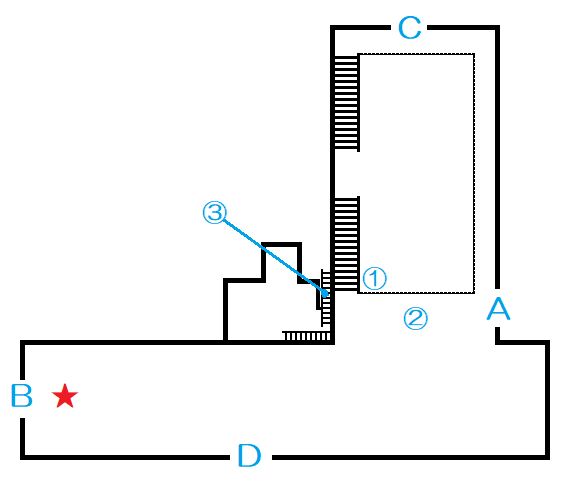
劇中劇『ワンカット・オブ・ザ・デッド』でのポンプ棟での撮影箇所図

- (1)･･･低揚ポンプ場の地下南西角。シーンは、冒頭での女優(秋山ゆずき)がゾンビに扮した男優(長屋和彰)に襲われる所である[70]。
- (2)･･･低揚ポンプ場の一階南の踊り場。シーンは、女優、男優、メイク(しゅはまはるみ)らが休憩する所などである[70]。
- (3)･･･ポンプ棟屋上へあがるための階段。シーンは女優がメイクに追われて階段を登るシーンなどである[48]。
- A･･･低揚ポンプ場の南東側ドア。シーンは、ゾンビと化した助監督(市原洋)、撮影マン(細井学)が乱入してくる所、録音マン(山﨑俊太郎)が監督(濱津隆之)の制止を振り切り外に出る所である。撮影時、このドアのガラスの一部は割れていて、そこから撮影マンゾンビが顔を覗かせるなどした[77][70]。
- B･･･高揚ポンプ場西側ドア。シーンは、ゾンビと化した助監督が男優の投げた自身のもげた腕を追って外に出る所、地下通路から戻ってきた女優と男優がメイクにドアを開けて貰い、建物内に入る所である[78]。
- C･･･低揚ポンプ場の北側ドア。シーンは、ゾンビと化した録音マンが乱入し大混乱となる所である。このシーンの演技場所となったドアＣ内側のキャットウォークは、鉄柵の外は地下まで一直線に落下する場所であったため、鉄柵に網を張って撮影された[70][79]。
- D･･･高揚ポンプ場南側ドア。シーンは、このドアの前に置かれた車に駆け込んだ女優らを助監督が襲う所である[80]。
- ★･･･高揚ポンプ場屋上。シーンは、ラストの血の五芒星が映る所である[81]。

劇中劇『ワンカット・オブ・ザ・デッド』でのポンプ棟周辺の撮影箇所図説明

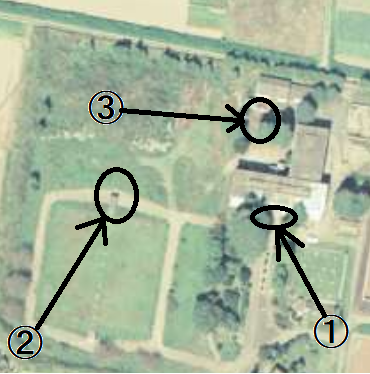
劇中劇『ワンカット・オブ・ザ・デッド』でのポンプ棟周辺の撮影箇所図

- (1)･･･女優らが駆け込んだ車が置いていた、高揚ポンプ場脇[80]。
- (2)･･･車から引きずり出された女優が逃げ込んだ、浄水池地下通路の入口[82][73]。

- (3)･･･女優が身を隠した小屋のある辺り[82]。

他、芦山浄水場でのロケでのエピソード
- 正門近くの事務所は、シナリオ上では劇中劇のスタッフ、キャストの控え室、との設定である。が、実際の控え室シーンの撮影はSKIPシティ内のオフィスで行われた。その代り芦山浄水場の事務所は実際のスタッフ、キャストの控え室となっていた[70][83][84]。
- ポンプ棟の北にある倉庫は、シナリオ上は後半のプロデューサー(大沢真一郎)、アシスタントディレクター(吉田美紀)、音効マン(藤村拓矢)らが詰めている中継モニター室、との設定である。が、実際のモニター室内部のシーンの撮影は特殊造形・特殊メイクスタッフの下畑和秀のアトリエで行われた。映画ではADと音効マンが機材をモニター室(=倉庫)に持ってゆくシーンのみが撮影された[83][85][86]。
- 芦山浄水場にはトイレが無かったため、仮設トイレをレンタルしていた[87]。

### テレビドラマ
『金田一少年の事件簿 獄門塾殺人事件』
2014年1月4日放送のドラマ。2013年11月11日～16日に劇中の"太陽ロッジ"、"月光ロッジ"の設定で建物外観等で撮影を行っている。
『MOZU Season2 幻の翼』
2014年6月22日からWOWOWプライムで放送されたドラマ。同年3月31日に、第1話で登場する事件現場との設定で、建物外観・内部等で撮影された。
『一番電車が走った』
2015年8月10日放送のドラマ。2015年6月16日に撮影された。
『仮面ライダーゴースト』
2015年10月11日放送の第2話分を、2015年8月5日、15日に劇中の研究所との設定で建物外観・内部等で撮影された。
『手裏剣戦隊ニンニンジャーVS仮面ライダードライブ 春休み合体1時間スペシャル』
2015年3月29日放送のドラマ。2015年2月5日に劇中の"西関東科学研究所"の設定で建物外観・内部等で撮影を行っている 。
『心霊写真部リブート』
2016年8月26日放送のドラマ。2016年7月27日に撮影された。
『世にも奇妙な物語 ’16 秋の特別編』「車中の出来事」
2016年10月8日放送のドラマ。2016年9月28日に撮影された。
『ヒポクラテスの誓い』
2016年10月2日から全5回放送のドラマ。2016年2月23日に法医学教授・光崎藤次郎（柴田恭兵）の教室の場面などが撮影された。
『仮面ライダーエグゼイド』
2017年7月30日放送分が6月26日に、8月13日放送分が7月8日に撮影された。
『宇宙戦隊キュウレンジャー』
2017年9月24日放送分が撮影された 。
『仮面ライダーアマゾンズseason2』
2017年4月7日から全13話をAmazonプライムで放送されたドラマ。2017年2月6日、28日に撮影を行っている。
『快盗戦隊ルパンレンジャーVS警察戦隊パトレンジャー』
ノエルの公開処刑回である2019年1月20日放送分が撮影された。十字架に張り付けられたノエルを巡るシーンはポンプ棟内で撮影されている。
『黒蜥蜴 -BLACK LIZARD』
2019年12月29日から放送のドラマ。
『俺の可愛いはもうすぐ消費期限!?』
2022年4月16日から全9話放送のドラマ。

### オリジナルビデオ(OV)
『鎧武外伝 仮面ライダー斬月/仮面ライダーバロン』
2015年4月22日発売のOV。劇中の”沢芽児童保育院”の設定で、門、建物外観・内部、浄水池通路等で撮影を行っている。

### ミュージックビデオ
欅坂46『もう森へ帰ろうか？』
2018年2月5日に撮影。メンバーが階段や鉄柵前に立ち並ぶシーンや、タイルの禿げた床上でパフォーマンスするシーンなどは低揚ポンプ場の吹き抜け空間を使って撮影されている。
RADWINPS『賜物』